# Almsavfluga
Almsavfluga (Aulacigaster leucopeza) är en tvåvingeart som först beskrevs av Johann Wilhelm Meigen 1830. Enligt Catalogue of Life ingår almsavfluga i släktet Aulacigaster och familjen Aulacigastridae, men enligt Dyntaxa är tillhörigheten istället släktet Aulacigaster och familjen almsavflugor. Arten är reproducerande i Sverige. Inga underarter finns listade i Catalogue of Life.